# Distrito de Marcapata
El distrito de Marcapata es uno de los doce distritos de la provincia de Quispicanchi, ubicada en el departamento del Cusco, bajo la administración el Gobierno regional del Cusco.
La provincia de Quispicanchi, desde el punto de vista jerárquico de la Iglesia Católica, pertenece a la Arquidiócesis del Cusco.

## Historia
El distrito fue creado mediante Ley del 20 de enero de 1869, dado en el gobierno del Presidente José Balta.

## Geografía
Su capital, el pueblo de Marcapata, que se ubica a 3.150 m s. n. m. La composición geográfica está desde región Puna (4000 a 4800 m s. n. m.) hasta selva alta (400 a 1000 m s. n. m.) según el planteamiento del geógrafo peruano Javier Pulgar Vidal.

## Autoridades

### Municipales
- 2022-2026[2]
  - Alcalde: Helbert Palma Saldivar, de Democracia Directa.
  - Regidores:[cita requerida]

  1. Herbert Palma Saldivar (Democracia Directa)
  2. Aurelio Emilio Mamani Soncco (Democracia Directa)
  3. Tomasa Jesusa Vengoa Herencia (Democracia Directa)
  4. Rubén Ochoa Flores (Democracia Directa)
  5. Martín Yapo Huallpa (Movimiento Regional Acuerdo Popular Unificado)

Alcaldes anteriores
- 2011 - 2014:[3] Amador Rolando Florez Andia, del Movimiento Regional Acuerdo Popular Unificado (APU).
- 2007 - 2010: Francisco Herencia Chusi.

## Festividades
- Semana Santa.
- La Santa Cruz.
- Corpus Christi.
- San Francisco de Asís.
- Repaje de Marcapata.
- Corrida de toros 28 y 29 de julio.